# Schilten (Farbe)

Schilten

Schilten ist eine Kartenfarbe im Schweizer Blatt. Diese Farbe wurde im 15. Jahrhundert im deutschsprachigen Raum erfunden und ist ein Überbleibsel einer großen Anzahl experimenteller Farbzeichen, die geschaffen wurden, um das Lateinische Blatt zu ersetzen. Ein Beispiel aus der Mitte des 15. Jahrhunderts ist ein fünffarbiges Blatt mit den lateinischen Farben und einer Schildfarbe. Ein weiteres Beispiel ist das Hofämterspiel, ein handgefertigtes mittelalterliches Kartenblatt aus den Jahren 1453 bis 1457, in dem jede Farbe Schilten mit unterschiedlichen Wappen von vier Königreichen zeigt: Frankreich, Deutschland, Böhmen und Ungarn.
Es entspricht den deutschen Herz, Dieses schweizerisch-deutsche Farbsystem dürfte sich früher entwickelt haben; das früheste Beispiel stammt aus der Zeit zwischen 1433 und 1451, allerdings sind nur Karten der Farbe Schilten erhalten.

## Merkmale

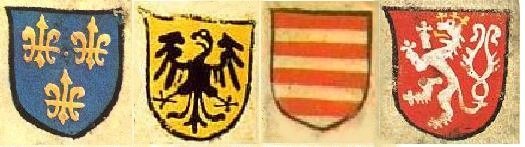
Hofämterspiel: Schilten

Wie der Name schon sagt, ist das Schiltensymbol eine stilisierte Darstellung eines gelben Kriegerschildes. Das Wappen variiert von Deck zu Deck.
Schilten erscheinen als eine von vier Farben neben Federn, Hüten und Schellen in mehreren unvollständigen Kartenspielen aus Basel. Die Datierungen dieser Spiele reichen von 1470 bis etwa 1529. Die 10er-Karte verwendet Augen anstelle des charakteristischen Banners.
Schilten erscheinen als eine von vier Farben neben Kronen, Schellen und Eicheln in einem Satz beschädigter Karten, die möglicherweise 1480 im Elsass hergestellt wurden.
Die vier schweizerdeutschen Standardfarben Schilten, Eicheln, Schellen und Blumen wurden auf Spielkarten in einem Buchdeckel (um 1530) in Basel gefunden. Diese Karten zeigen das charakteristische Banner anstelle der Zehnerkarte und die drei Bildkarten: König auf dem Thron, Ober und Under. Dieses schweizerisch-deutsche Farbsystem dürfte sich früher entwickelt haben; das früheste Beispiel stammt aus der Zeit zwischen 1433 und 1451, allerdings sind nur Karten der Farbe Schilten erhalten.

## Karten
Die folgenden Abbildungen zeigen die Farbe Schilten aus einem Schweizer Kartenspiel von 1850:

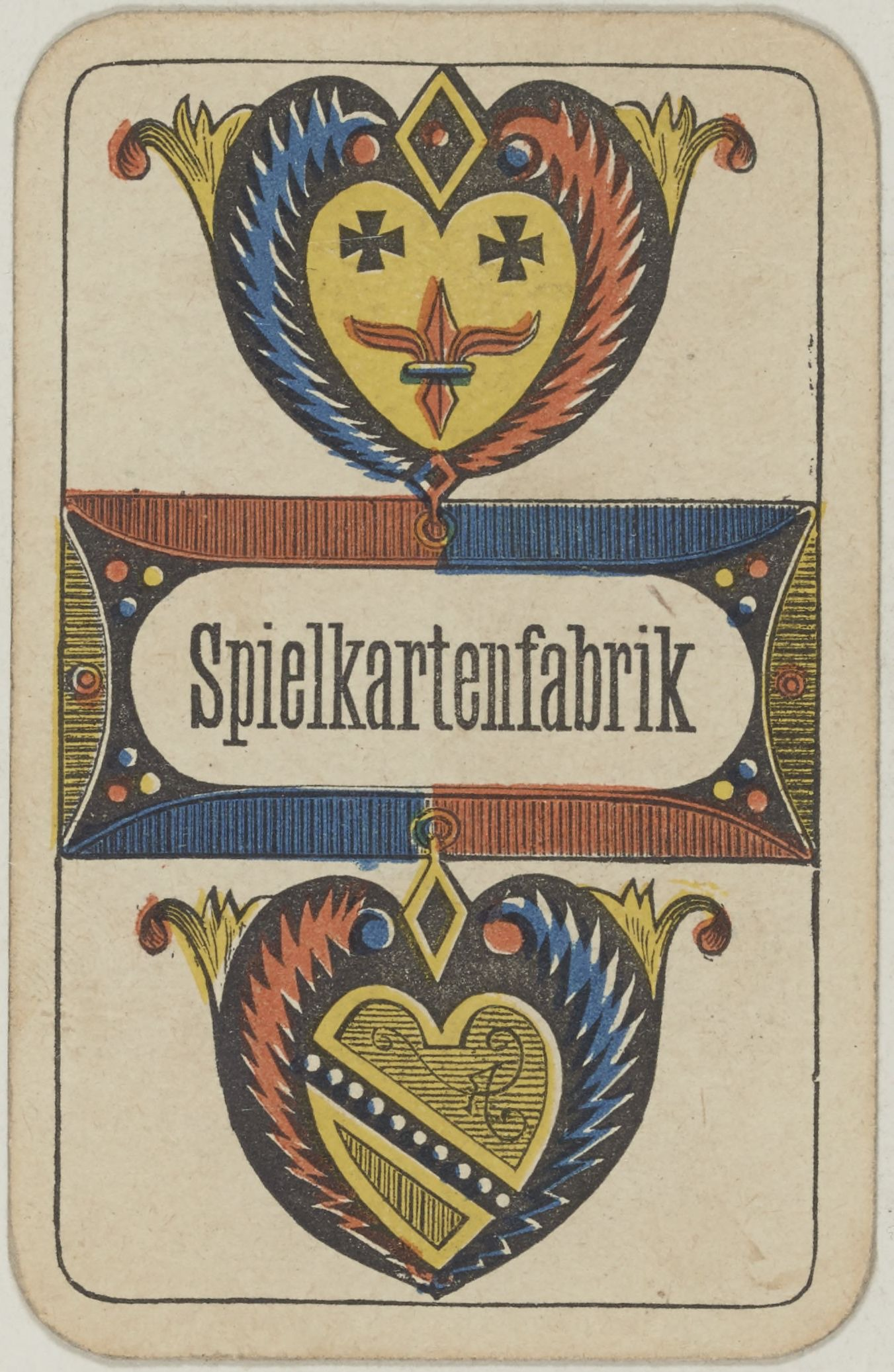
Daus
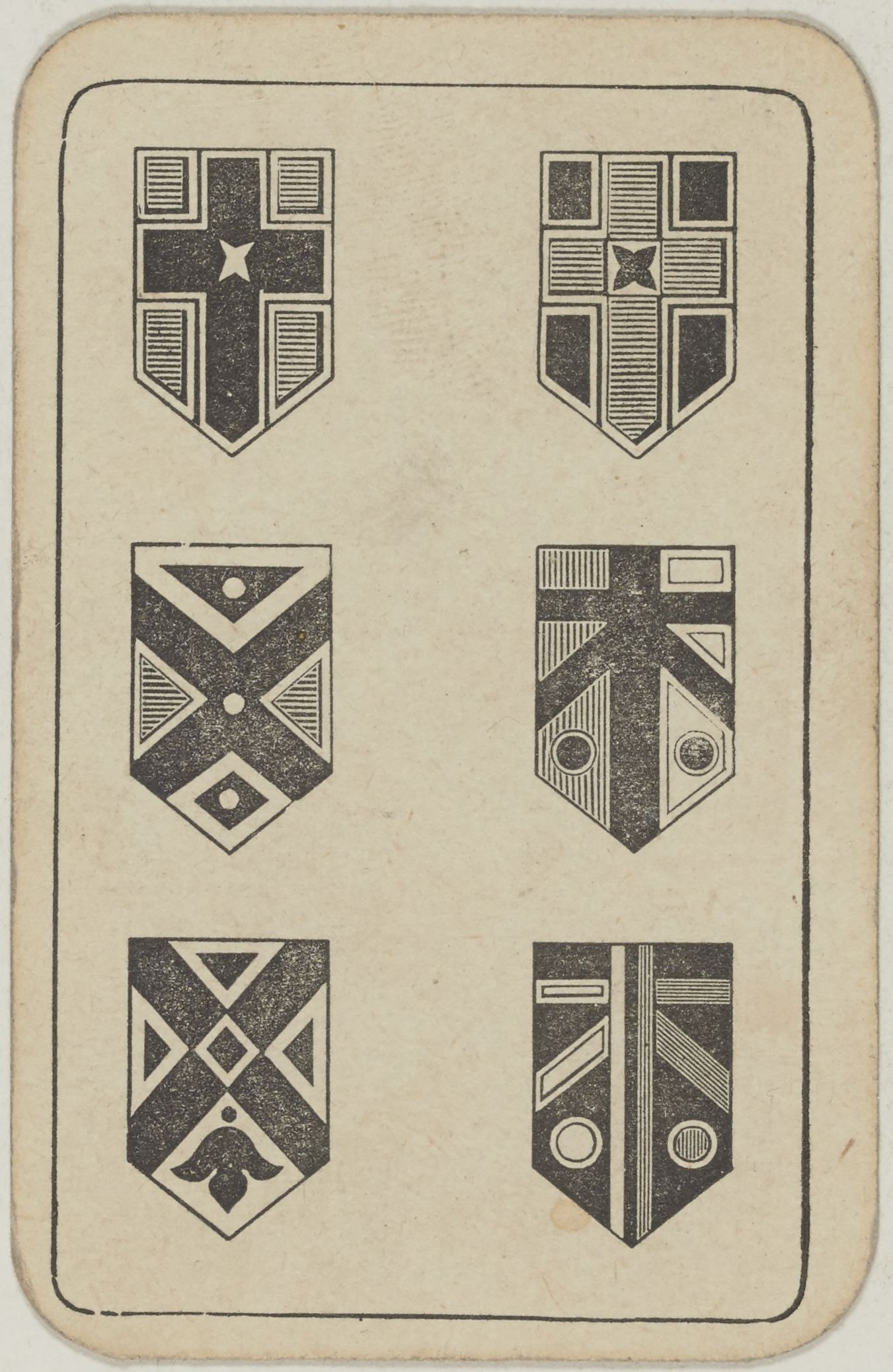
6
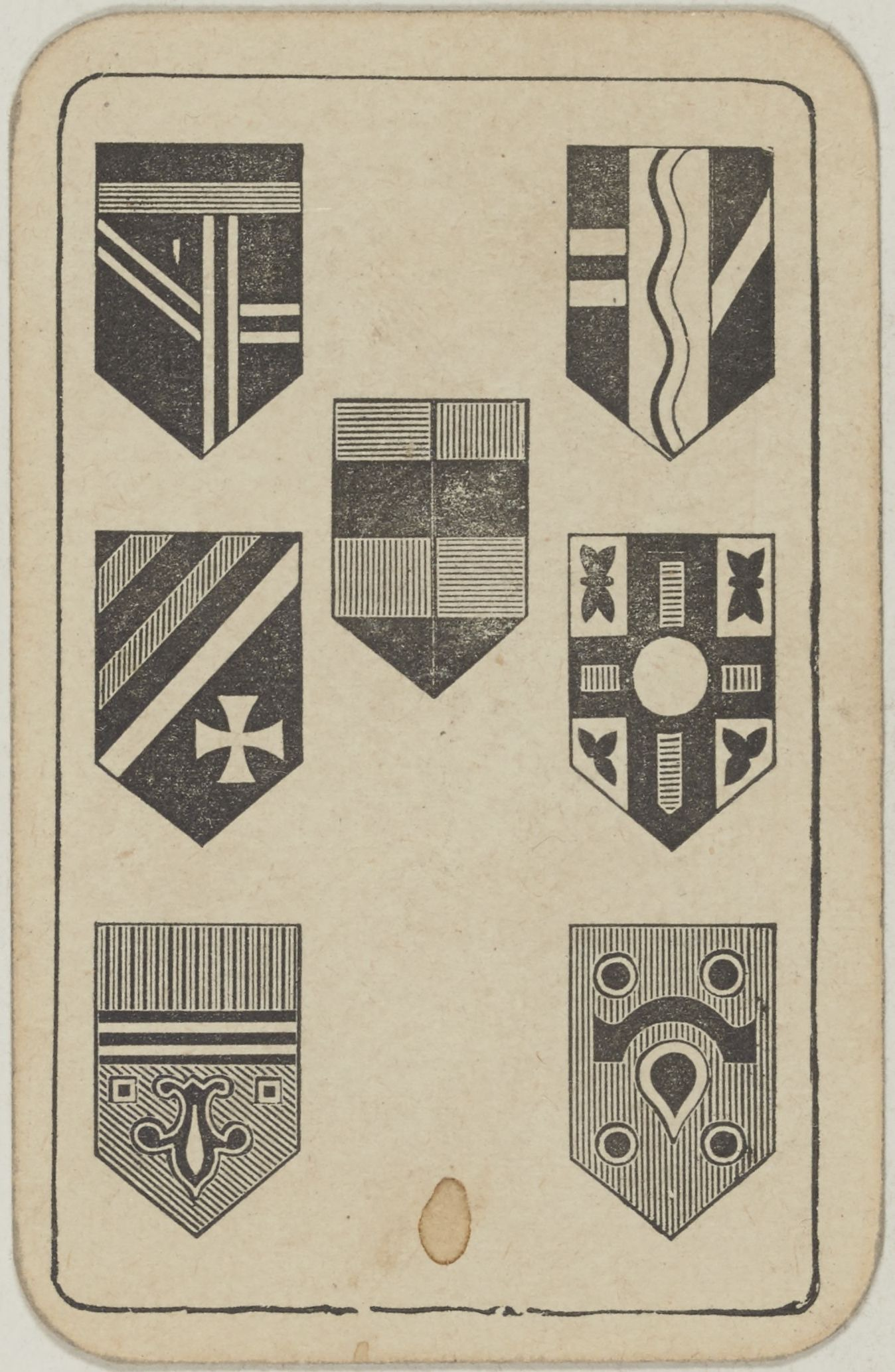
7
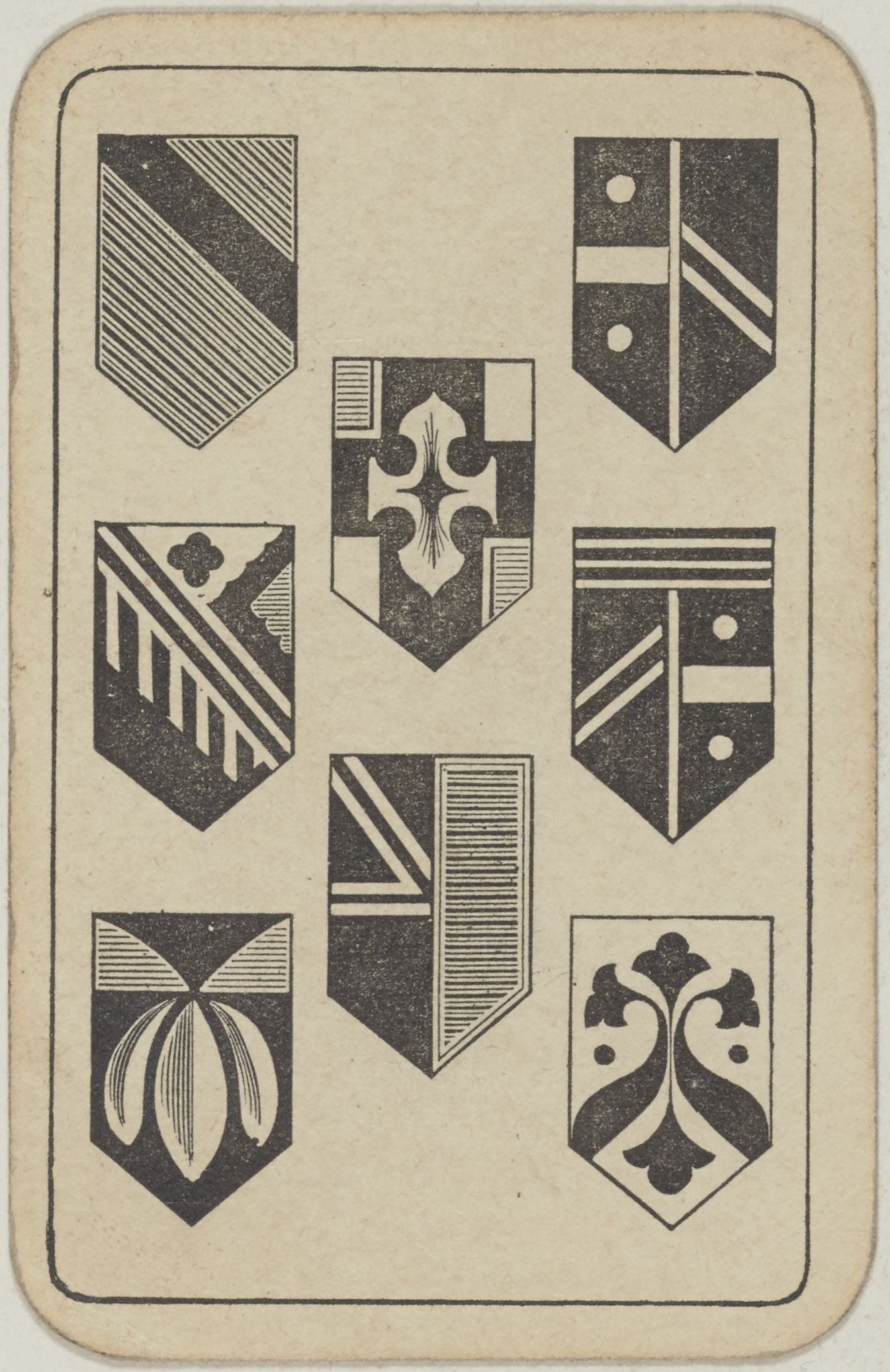
8
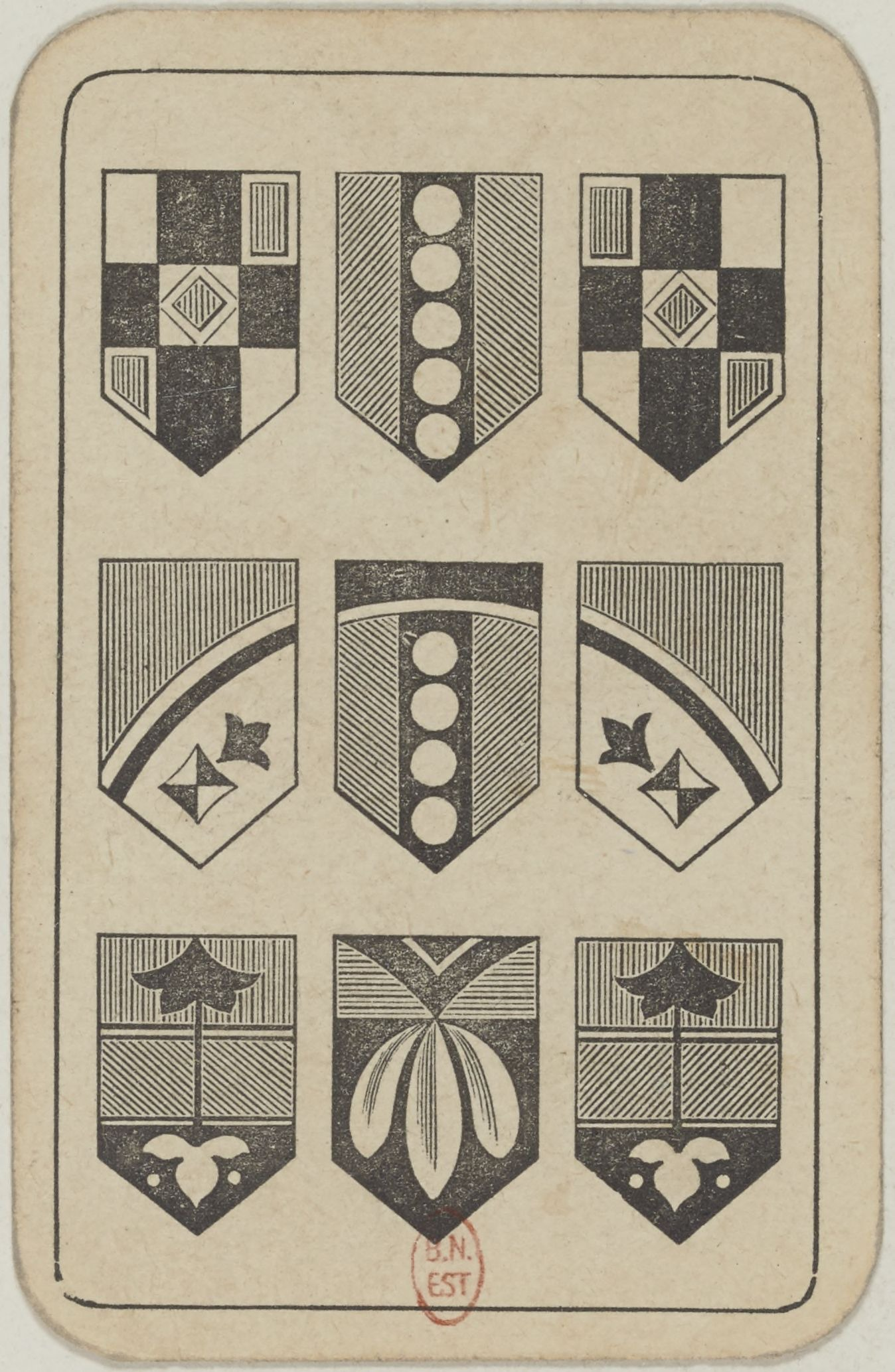
9
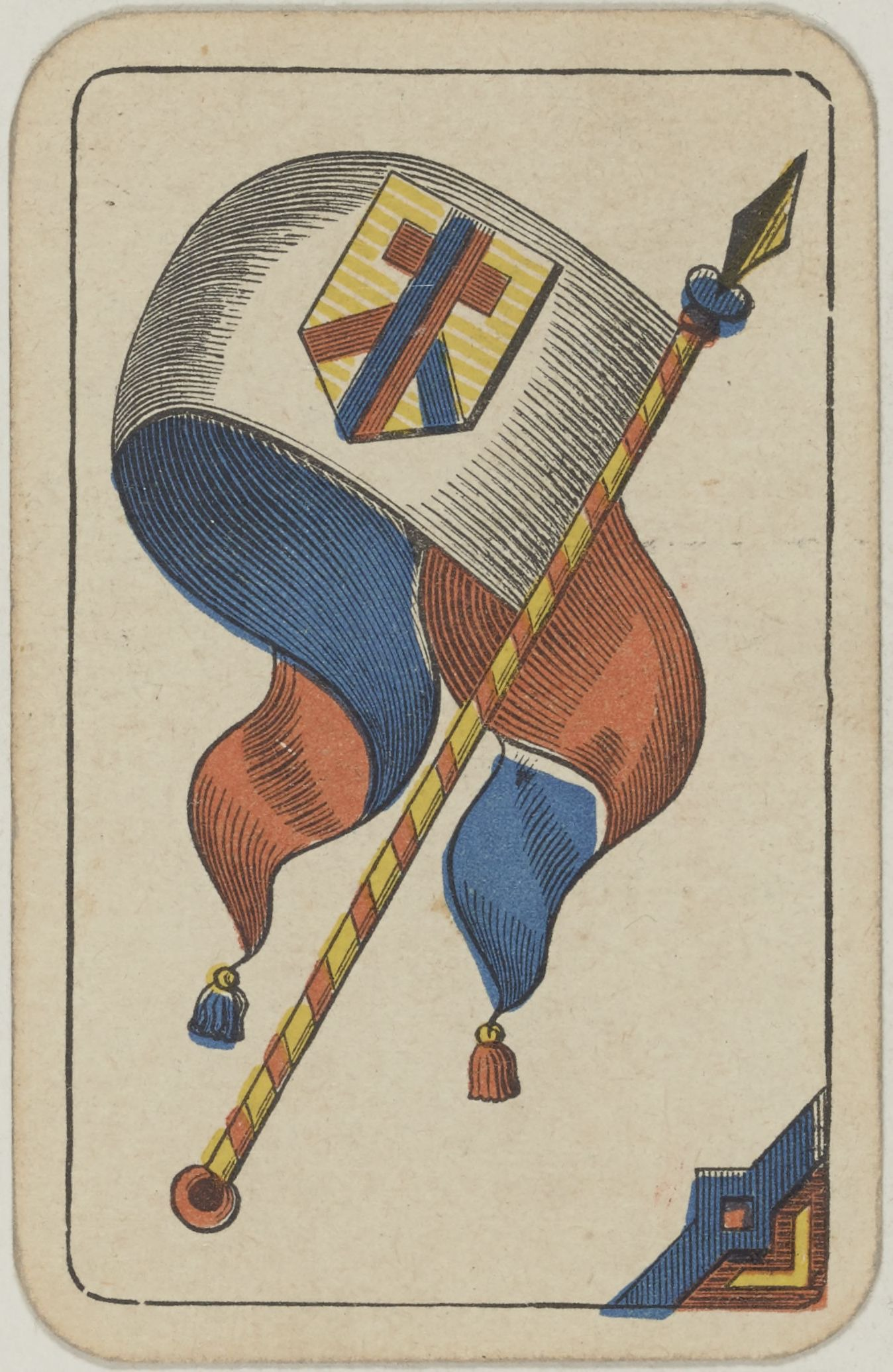
Banner
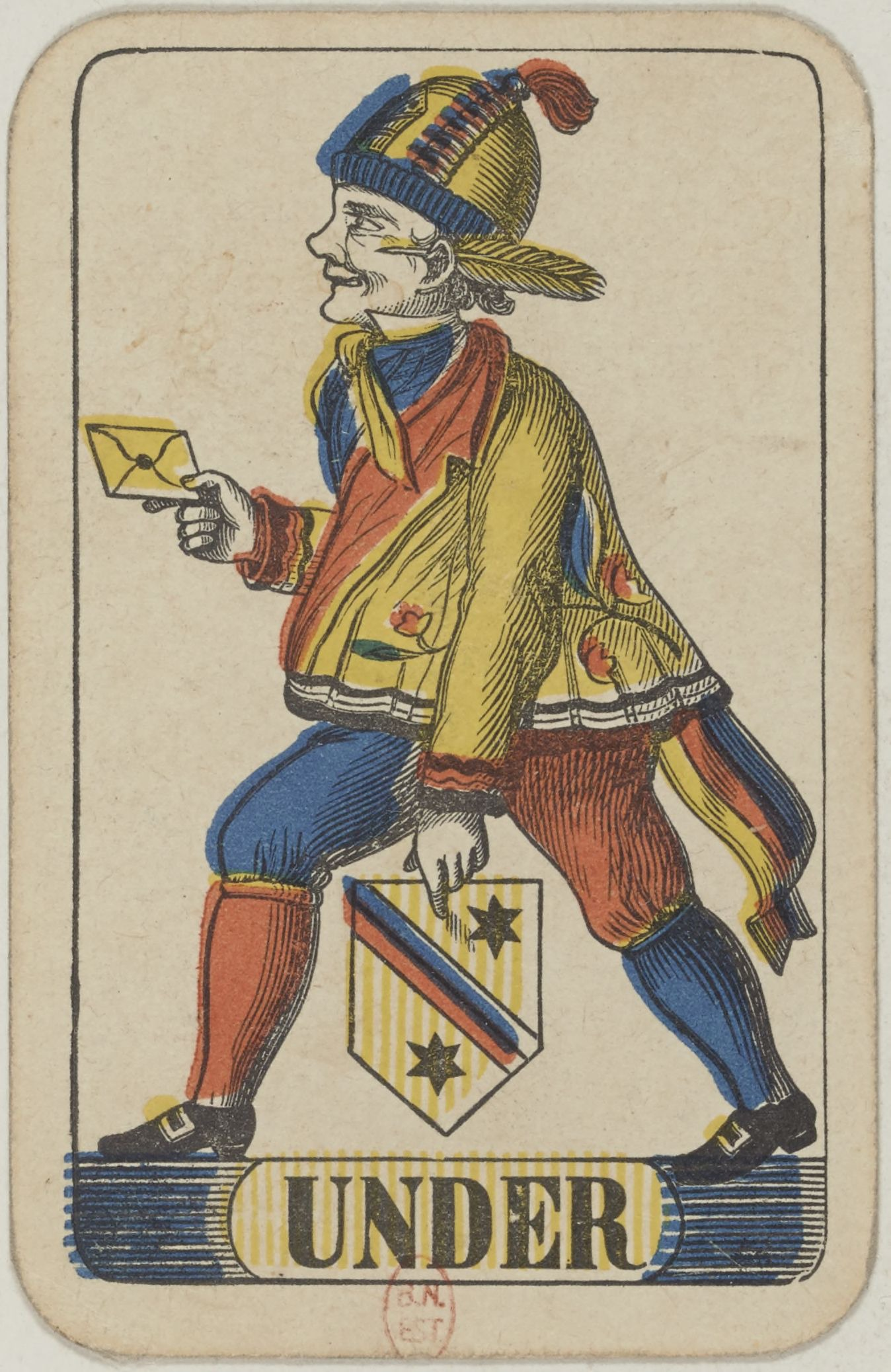
Under
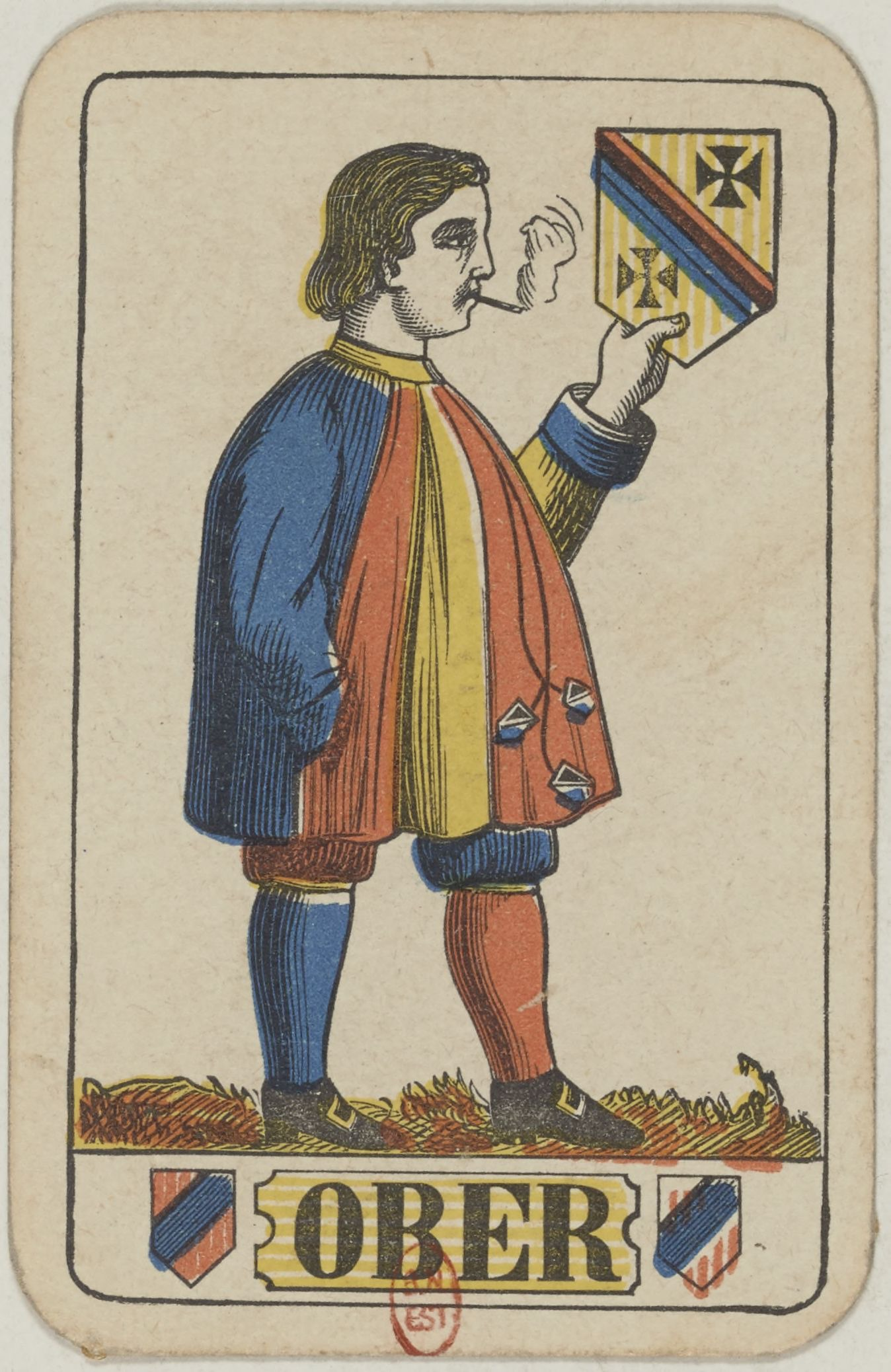
Ober
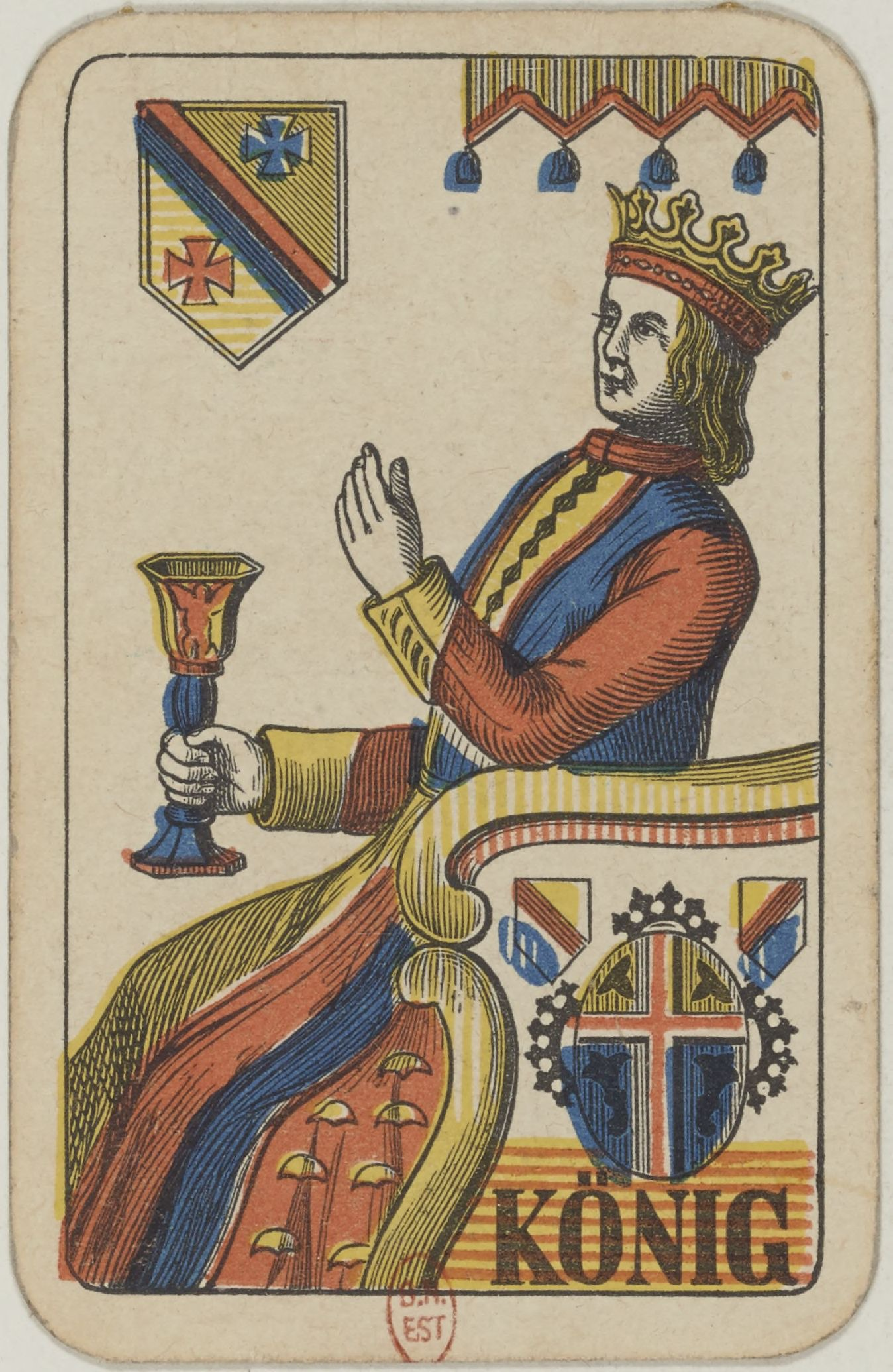
König